# Mary Cheney Greeley
Mary Cheney Greeley   (Litchfield, 1811 - Nova York, 29 d'octubre de 1872), de nom complet Mary Young Cheney Greeley, fou una sufragista i mestra estatunidenca.

## Biografia
Greeley, de soltera Cheney, nasqué el 20 d'octubre del 1811. Va ser breument mestra d'escola, més tard sufragista i ocasionalment espiritualista.
Es casà amb el polític i editor Horace Greeley a Warrenton (Carolina del Nord), el 5 de juliol del 1836. Tot i que el seu espòs no donava suport al dret al vot de les dones, Mary havia signat una petició a favor del sufragi femení, la qual cosa deteriorà fortament la seua relació. Mary va decidir realitzar el seu activisme sense comptar amb el beneplàcit de l'espòs. Malgrat que en alguns moments la situació econòmica no era bona, Mary tingué molts embarassos. Cinc dels seus set fills moriren molt joves.
Mary va morir el 30 d'octubre del 1872.